# Adam Szymczyk
Adam Szymczyk (ur. w 1970 r. w Piotrkowie Trybunalskim) – polski krytyk sztuki i kurator. Dyrektor artystyczny festiwalu Documenta 14 w Kassel i Berlin Biennale 2008; dyrektor i główny kurator Kunsthalle Basel w latach 2003–2014.

## Życiorys
Od czwartego roku życia mieszkał w Łodzi. Studiował historię sztuki na Uniwersytecie Warszawskim. W trakcie trwania studiów dołączył do zespołu kuratorskiego Galerii Foksal. W latach 90 uczestniczył w programie edukacji kuratorskich centrum sztuki De Appel w Amsterdamie. W 1997 wraz z Wiesławem Borowskim, Joanną Mytkowską i Andrzejem Przywarą powołał Fundację Galerii Foksal w Warszawie. W latach 2003–2014 był kuratorem Kunsthalle Basel w Bazylei. W 2008 wspólnie z Eleną Filipovic był kuratorem piątego Berlin Biennale. W 2017 był dyrektorem festiwalu documenta (14. edycji) w Kassel. Jest członkiem rady Muzeum Sztuki Nowoczesnej w Warszawie.

## Praca kuratorska
Pierwsze kroki kuratorskie Szymczyk stawiał jeszcze w czasie studiów asystując przy projektach w Centrum Sztuki Współczesnej Zamek Ujazdowski w Warszawie. W tym czasie współpracował m.in. z Miladą Ślizińską i Piotrem Rypsonem nad wystawą i wydawnictwem dot. Krzysztofa Wodiczki.

### Kunsthalle Basel
Po wygraniu konkursu na stanowisko dyrektora Kunsthalle Basel pozostał na stanowisku 11 lat. Swoją pracę skupił w dużej mierze na prezentowaniu młodej i nieznanej sztuki. W tym czasie udało mu się zorganizować wiele wystaw w tym m.in. Piotra Uklańskiego, Gustava Metzgera, Thei Djordjadze, Lee Lozano, Paula Sietsema (2012), Adriany Lara (2012), Sung Hwan Kima (2011), Moyry Davey (2010), Danh Vo (2009).

### 5 Berlin Biennale
Impreza trwała od 5 kwietnia do 15 czerwca 2008 r. Adam Szymczyk wraz z Elena Filipovic opracowali program tej edycji i nadali jej tytuł When Things Cast No Shadow. 50 artystów z różnych pokoleń pokazywało swoje prace – często o charakterze site-specific w czterech różnych miejscach. Prezentacje odbywały się w ciągu dnia i nocy. W ciągu dnia można było oglądać wystawy w Kunst-Werke, Neue Nationalgalerie, Skulpturenpark Berlin_Zentrum oraz w Schinkel Pavilion. W tym okresie odbyły się 63 nocne pokazy ponad 100 artystów o bardziej efemerycznym charakterze pod hasłem Mes nuits sonts plus belles que vos jours (Moje noce są piękniejsze niż twoje dni wykorzystując tytuł filmu Andrzeja Żuławskiego).

### Documenta 14
Decyzją organizatorów kierowana przez Szymczyka 14 edycja festiwalu odbyła się po raz pierwszy nie tylko w Kassel, ale też w Atenach. Część grecka zdecydowanie zdominowana została przez sztukę performance, teksty, wystąpienia, instalacje dźwiękowe kosztem tradycyjnie rozumianych sztuk wizualnych. Do pracy nad poszczególnymi częściami zostali zaproszeni przez Szymczyka również inni kuratorzy; m.in.: Hila Peleg (program filmowy), Quinn Latimer (kierownictwo publikacji), Paul B. Preciado (wydarzenia poprzedzające festiwal od października 2016 r.).

## Nagrody i wyróżnienia
- 2016 – drugie miejsce na liście najbardziej wpływowych kuratorów świata sztuki prowadzonej przez magazyn ArtReview[9].

- 2011 – Walter Hopps Award for Curatorial Achievement[1].